# Marie-Antoinette (musical)
Marie-Antoinette is een Belgische musical uit 2014, geproduceerd door Historalia.
De musical vertelt het verhaal van Marie-Antoinette, koningin van Frankrijk, geschreven en geregisseerd door Luc Stevens, met muziek van Sam Gevers. De musical werd opgevoerd als openlucht spektakel aan het Kasteel de Merode in Westerlo. De première vond plaats op 20 augustus 2014 en liep tot 6 september 2014. 
De cast bestond toen uit Ann Van den Broeck (als Marie-Antoinette), Anne Mie Gils (Keizerin), Mark Tijsmans (Balthasar), Sasha Rosen(Prinses de Lamballe), Mike Wauters (Graaf Von Fersen), Floris Devooght (Koning Louis August), Ruben Van Keer (Robespierre), Lotte Stevens (Rosalie) en Michiel De Meyer (Arno).
In 2023 vond er een tweede, herwerkte versie van de musical plaats aan het Kasteel van Wijnendale. De première vond plaats op 7 september 2023. 
Voor deze versie bestond de cast uit Liesbeth Roose (als Marie-Antoinette), Linda Lepomme (Keizerin), Jens Broes (Balthasar), Joke van Robbroeck (Prinses de Lamballe), Jens Sauviller (Robespierre), Andres Vercoutere (Arno), Lien Vandenbossche (Rosalie), Mike Wauters (Graaf Von Fersen), Jervin Weckx (Koning Louis August), Rudi Giron, Kato Aerts, Ellen Dilles en Daan Keisse.
De voorstelling ontving uiteindelijk 22.000 toeschouwers.
'14-'18 · '40-'45 (België) · '40-'45 (Nederland) · 1830 · De 3 Biggetjes · 3 Musketiers · Aida · Albert I · Alice in Wonderland · A xXxmas Carola · Anatevka · Assepoester · Belle en het Beest · Billie Holiday · Bloedbroeders · The Bodyguard · Cabaret · Camelot · Cats · Chicago · Ciske de Rat · Cyrano de Bergerac · De Schone van Boskoop · Daens · Damiaan · Dirty Dancing · Doe Maar! · Domino · Doornroosje · Dracula · Drood · Elisabeth · Evita · Fame · De Finale · Flashdance · Foxtrot · Goodbye, Norma Jeane · Grease · Hair · High School Musical · De Jantjes · Jeanne d'Arc · Jekyll & Hyde · Jersey Boys · Jesus Christ Superstar · Kadanza · De kleine zeemeermin · Koning van Katoren · Kruimeltje · Kuifje: De Zonnetempel · Kunt u mij de weg naar Hamelen vertellen, mijnheer? · The Last Five Years · Lelies · The Lion King · The Little Mermaid · Love Story · Lover of Loser · Mamma Mia! · De man van La Mancha · Marie-Antoinette · Mary Poppins · Les Misérables · Miss Saigon · Muerto! · De Muze van Rubens · My Fair Lady · On Your Feet! · Op hoop van Zegen · Oorlogswinter · The Passion · Pauline & Paulette · The Phantom of the Opera · Pinokkio · Red Star Line · Rembrandt · Robin Hood · Romeo en Julia, van Haat tot Liefde · De Rozenoorlog · Rubens · Shhh...it happens! · Shrek · Soldaat van Oranje · Spring Awakening · De sprookjesmusical Klaas Vaak · Sneeuwwitje · The Sound of Music · Tarzan · Titanic · Turks fruit · Urinetown · De Vliegende Hollander · Wat Zien Ik?! · Wicked · The Wild Party · The Wiz · Wickie de viking de musical
    Portaal Musical